# Менеджмент-консалтинг
Менеджмент-консалтинг — це практика надання консалтингових послуг організаціям для покращення їх результативності або досягнення цілей організації. Організації використовують послуги консультантів з кількох причин, таких як проведення зовнішньої об'єктивної оцінки та доступ до спеціалізованих знань консультантів щодо проблем, які потребують додаткової уваги.
Завдяки контактам із численними організаціями та зв'язкам із ними, консалтингові компанії, як правило, знають про «найкращі практики» у галузі. Однак специфічний характер ситуацій, що розглядаються, може обмежити можливість або доцільність застосування практики однієї організації в іншій. Менеджмент-консалтинг є додатковою послугою до функцій внутрішнього управління і з різних юридичних та практичних причин не може розглядатися як замінник внутрішньому управлінню. На відміну від проміжного управління, менеджмент-консультанти не стають частиною організації, якій вони надають послуги.

## Діяльність
Діяльність консалтингових компаній зазвичай поділяють на вісім категорій. Консультанти можуть функціонувати як носії інформації та знань, а зовнішні консультанти можуть надавати ці ресурси більш ефективно та дешево, аніж якби самі фірми-клієнти намагалися їх здобути. Консультантів можна залучати проактивно, без значного зовнішнього примусу, і реактивно, під зовнішнім тиском. Проактивне залучення консультантів відбувається в основному з метою пошуку слабких місць і покращення продуктивності, тоді як реактивне залучення консультантів здебільшого спрямоване на розв'язання проблем, визначених зовнішніми зацікавленими сторонами.
Марвін Бауер, довгостроковий директор McKinsey & Company, визначив перевагою консультантів те, що вони мають різноманітний досвід поза межами компанії-клієнта.
Менеджмент-консалтинг можна розділити на дві категорії:
- Загальний менеджмент-консалтинг, який стосується стратегії, корпоративних фінансів, організації, соціального захисту навколишнього середовища та корпоративного управління, ризиків і комплаєнсу тощо. Це містить питання, які мають відношення до всієї клієнтської організації в цілому, на рівні управління.
- Спеціалізований менеджмент-консалтинг, який стосується певної функції клієнтської організації, наприклад консультування з правового менеджменту, консультування з фінансового менеджменту, консультування з цифрового менеджменту, консультування з технологічного менеджменту, консультування з управління операціями, мобілізація контрактів[13] тощо.

Менеджмент-консалтинг часто поєднує обидві категорії. У сучасному економічному середовищі консалтингові компанії зазвичай класифікуються як постачальники корпоративних послуг.
Консультанти володіють спеціальними навичками виконання завдань, які передбачають високі витрати на внутрішню координацію для клієнтів, наприклад, структурні зміни в масштабах організації або впровадження інформаційних технологій. Крім того, завдяки ефекту масштабу, зосередженість консультантів і досвід збору інформації в різних ринках і галузях забезпечує вищу ефективність витрат, ніж якби клієнти проводили дослідження самостійно.

## Найбільші компанії

### Велика трійка
Три консалтингові фірми часто називають Великою трійкою або MBB, за початковими літерами їх назв:
- McKinsey & Company
- Boston Consulting Group
- Bain & Company

### Велика четвірка аудиторських компаній
Велика четвірка аудиторських компаній (Deloitte, KPMG, PwC, Ernst & Young) працює у сфері менеджмент-консалтингу з 2010 року. У 2013 році Deloitte придбала Monitor Group (зараз Monitor Deloitte) а PwC придбала PRTM у 2011 та Booz &amp; Company у 2013 зараз Strategy&amp;). Між 2010 to 2013, декілька компаній з Великої четвірки намагалися придбати Roland Berger. EY придбала The Parthenon Group у 2014, перейменувавши компанію в EY-Parthenon.
| Компанія                     | Доходи     | Фінансовий рік | Джерело  |
| ---------------------------- | ---------- | -------------- | -------- |
| Deloitte                     | $20,8 млрд | 2021 рік       | Deloitte |
| PricewaterhouseCoopers (PwC) | $14,7 млрд | 2020 рік       | PwC      |
| Ernst & Young (EY)           | $14,6 млрд | 2020 рік       | EY       |
| KPMG                         | $11,7 млрд | 2020 рік       | KPMG     |

## Консалтинг неприбуткових організацій
Деякі комерційні консалтингові фірми, зокрема McKinsey і BCG, пропонують консалтингові послуги неприбутковим організаціям за субсидованими ставками в рамках програм корпоративної соціальної відповідальності. Інші комерційні фірми заснували окремі компанії, що консультують неприбуткові організації. Наприклад, Bain & Company заснувала компанію Bridgespan.
Багато фірм, які не входять до «Великої трійки», пропонують послуги менеджмент-консалтингу некомерційним організаціям та філантропам. Деякі, але не всі, самі є неприбутковими організаціями.

## Відповідальність
Як і у випадку будь-якої іншої співпраці між клієнтом та підрядником, відповідальність значною мірою залежить від умов договору. Хоча постачальник послуг менеджмент-консалтингу зі зрозумілих причин має захищати ділову репутацію, з юридичної точки зору клієнт не має широких прав на захист.  Це пов'язано з тим, що обсяг контракту є єдиним предметом потенційних страхових претензій, а також судових позовів.
Як і в інших відносинах між клієнтом і підрядником, врегулювання зобов'язань, які існують поза межами цілей, встановлених контрактом, становить значні труднощі. З цієї причини важливо, щоб клієнти, які замовляють послуги менеджмент-консалтингу, детально спланували свої потреби та внесли їх у контракт.